# Mercedes Erra
Mercedes Erra es una empresaria francesa. Es la presidenta ejecutiva de Havas Worldwide, cofundadora de BETC, y directora general de Havas. Mercedes Erra es especialista en construcción de marca y comunicación. Es conocida por trabajar por Danone, Evian y Air France. Su campaña "Roller Babies" para Evian logró aparecer que en el Guinness World Records porque el anuncio fue reproducido 75 millones de veces.
Se trasladó a Francia a seis años. Estudió en HEC Paris. Empezó a trabajar como becaria en Saatchi & Saatchi en 1981. Después, fue directora de publicidad, responsable de clientes, director general adjunto y finalmente se convirtió en director general de Saatchi & Saatchi Advertising hasta 1995. Es la "E " de la agencia BETC (Babinete Erra Tong Cuong).
Defensora del liderazgo femenino, es cofundadora del Foro de las Mujeres para la Economía y la Sociedad. También colabora con Unicef y la Fundació ELLE. Es una miembro activa del comité francés de Human Rights Watch y miembro permanente de la comisión francesa sobre la imagen de las mujeres en los medios de comunicación. En marzo de 2012 Erra fue nombrada miembro del consejo de administración de Art Media Society.